# Éric Hélary
Éric Hélary (Paris, 10 de agosto de 1966) é um piloto de corridas francês. Helary foi o vencedor das 24 Horas de Le Mans de 1993, juntamente com Geoff Brabham e Christophe Bouchut. Atualmente, ele é piloto de provas da Peugeot.